# William Cadman
William Cadman (Rotherhithe, 4 aprile 1883 – Da Lat, 7 dicembre 1948) è stato un tipografo e missionario britannico in Vietnam insieme alla moglie Grace.
Tradusse la Bibbia in lingua vietnamita. La principale versione protestante della Bibbia ancora in uso attualmente in Vietnam è la "Cadman version."
Cadman era, di professione, un tipografo, che, dopo la sua conversione al Cristianesimo, lasciò l'Inghilterra per studiare teologia in Canada e poi in America. Si arruolò come missionario in Cina ma da quel paese visitò il Vietnam dove incontrò un'infermiera del Sud Africa, Grace Hazenberg. Si sposarono nel 1915 ed ebbero una figlia che morì ad Hanoi. La coppia gestì una tipografia ad Hanoi dal 1917 fino al 1942, quando vennero internati dai Giapponesi a Mỹ Tho. Furono l'unica coppia a rimanere dopo la guerra. Grace Cadman morì il 24 aprile 1946 all'età di 69 anni e fu sepolta nel cimitero di Mạc Đĩnh Chi, a Saigon. Cadman morì a Dalat, domenica 7 dicembre e fu sepolto lì. La tomba è stata recentemente restaurata dalla locale chiesa protestante.